# KOA corporation
KOA公司（コーア株式會社， KOA株式會社）是一家成立於1940年在東京一家日本電子被動元件供應商，總部設在長野縣伊那。
KOA是世界上最大的貼片電阻製造商之一。產品範圍涵蓋了低溫共燒陶瓷（LTCC），電阻器，溫度傳感器，電感器，保險絲和壓敏電阻。
KOA全球3600名員工，有1100名員工在日本。生產及銷售據點遍布日本、中國、台灣、馬來西亞、美國、德國和新加坡。  

## 產品内容
- 電阻器(Resistors) [4] [5] [6]
- 温度傳感器(ThermistorsThermal Sensors) [7]
- 電感器(Inductors) [8]
- 保險絲(Fuses) [9]
- 壓敏電阻(Varistors) [10]
- 低溫共燒陶瓷(LTCC substrate) [11]

## KOA歷史
- 1940年 KOA成立於日本伊那
- 1966年 成立台灣分公司 大興電工股份有限公司 （页面存档备份，存于）
- 1973年 成立馬來西亞分公司
- 1980年 成立美國分公司 KOA Speer
- 1981年 成立新加坡分公司
- 1986年 成立台灣分公司 KOA Kaohsiung Corporation 高雄興亞股份有限公司 （页面存档备份，存于）
- 1992年 成立中國分公司
- 1993年 成立香港分公司
- 1995年 成立歐洲分公司
- 1996年 KOA通過 ISO 9001
- 1998年 KOA通過 QS 9000
- 2000年 成立中國上海分公司
- 2001年 收購TAMA公司
- 2003年 KOA通過 TS 16949

## 網站連結
- KOA Corporation （页面存档备份，存于）
- KOA Taiwan 大興電工股份有限公司 （页面存档备份，存于）
- KOA Kaohsiung Corporation 高雄興亞股份有限公司 （页面存档备份，存于）
- KOA Speer Electronics （页面存档备份，存于）
- KOA EUROPE GmbH （页面存档备份，存于）